# Jan Stiess
Sgt. Jan Stiess (4. července 1914 Praha – 12. ledna 1943 Biskajský záliv) byl letec, jenž působil za druhé světové války v 311. československé bombardovací peruti RAF.
V posádce zaujímal pozici druhého pilota. Letadlo, se kterým létal bylo Wellington Mk.IC DV799 s označením KX-Z, přezdíváno také jako Zebra. Posádka byla tvořena šesti letci, F/Sgt Miroslav Červenka, Sgt Jan Stiess, P/O Jaroslav Jelínek, P/O Alois Holna, Sgt. Zdeněk Janda a Sgt. Ladislav Kříž.

## Osobní život
Jan Stiess se narodil 4. července 1914 v Řeporyjích v domě s číslem popisným 191. Jeho matka byla Otýlie Stiessová, rozená Tornová a otec Jan Stiess, telegrafní mistr.
V roce 1938 byla Janu Stiessovi prodloužena vojna z důvodu mobilizace. Od 1. února 1937 do 15. září 1937 navštěvoval pilotní školu v Nitře. Od července 1939 působil v polském letectvu. V září 1939 se měl vydat transportem do Francie. Na loď se nedostavil a kvůli německému útoku na Polsko byl nucen se stáhnout až k rumunským hranicím. Zde byl zajat Rudou armádou a internován. Po přibližně roce byl propuštěn a cestou přes Cařihrad a kolem jižní Afriky přijel do Anglie. Podstoupil přeškolovací pilotní výcvik, následně byl zařazen do 311. československé bombardovací peruti Royal Air Force.
Dne 12. ledna 1943 byl letoun, ve kterém byl 2. pilotem, sestřelen nad Biskajským zálivem. Smrt Jana Stiesse byla následně potvrzena dopisem od generála Karla Janouška, který byl adresován matce Otýlii Stiessové.

## Poslední let
Dne 12. ledna 1943 v ranních hodinách startovalo z Talbenny letadlo Wellington pod přezdívkou Zebra. Jednalo se o průzkumný protiponorkový let. Prvotní okamžiky se obešly bez jakýchkoliv problémů. Následně udeřil silný vítr, který letce vychýlil z plánovaného kurzu a letadlo se dostalo do větší blízkosti francouzského pobřeží.
Při letu zpět na základnu žádal radiografista Holna o zaměření jejich pozice. Stanice RAF v Chivenoru provedli zaměření, kde se letadlo nachází, podle údajů se pohybovali 50 kilometrů od Brestu. Zaměřování proběhlo ještě šestkrát. Poslední zaměření ze stanice RAF bylo odesláno v čase 16:28, to už nebylo Holnou potvrzeno. Dle posledních údajů se letadlo nacházelo mezi 48°a 49° severní šířky (Biskajský záliv, západně od Brestu).
Dle hlášení jiných hlídek bylo klidné moře a dobrá viditelnost. Druhý den byly všechny hlídky pověřeny, aby po letcích pátraly. Vše bylo bez výsledku.
Po padesáti letech od sestřelení se objevily německé záznamy, které prokázaly, že došlo k sestřelení letadla Boston, které je s Wellingtonem velice podobné, jednalo se tak o špatnou identifikaci. Šlo o stejný čas a stejné místo, kdy se Wellington naposledy ozval. Letadlo bylo sestřeleno stíhacím Fw 190 od 8./JG 2 Richthofen, které pilotoval Leopold Groiss.
Zpráva z tohoto dne zněla jen: „Jeden z letounů se nevrátil…“
Sestřelení letadla znamenala pro 311. peruť první bojovou ztrátu v roce 1943.

## Pamětihodnosti

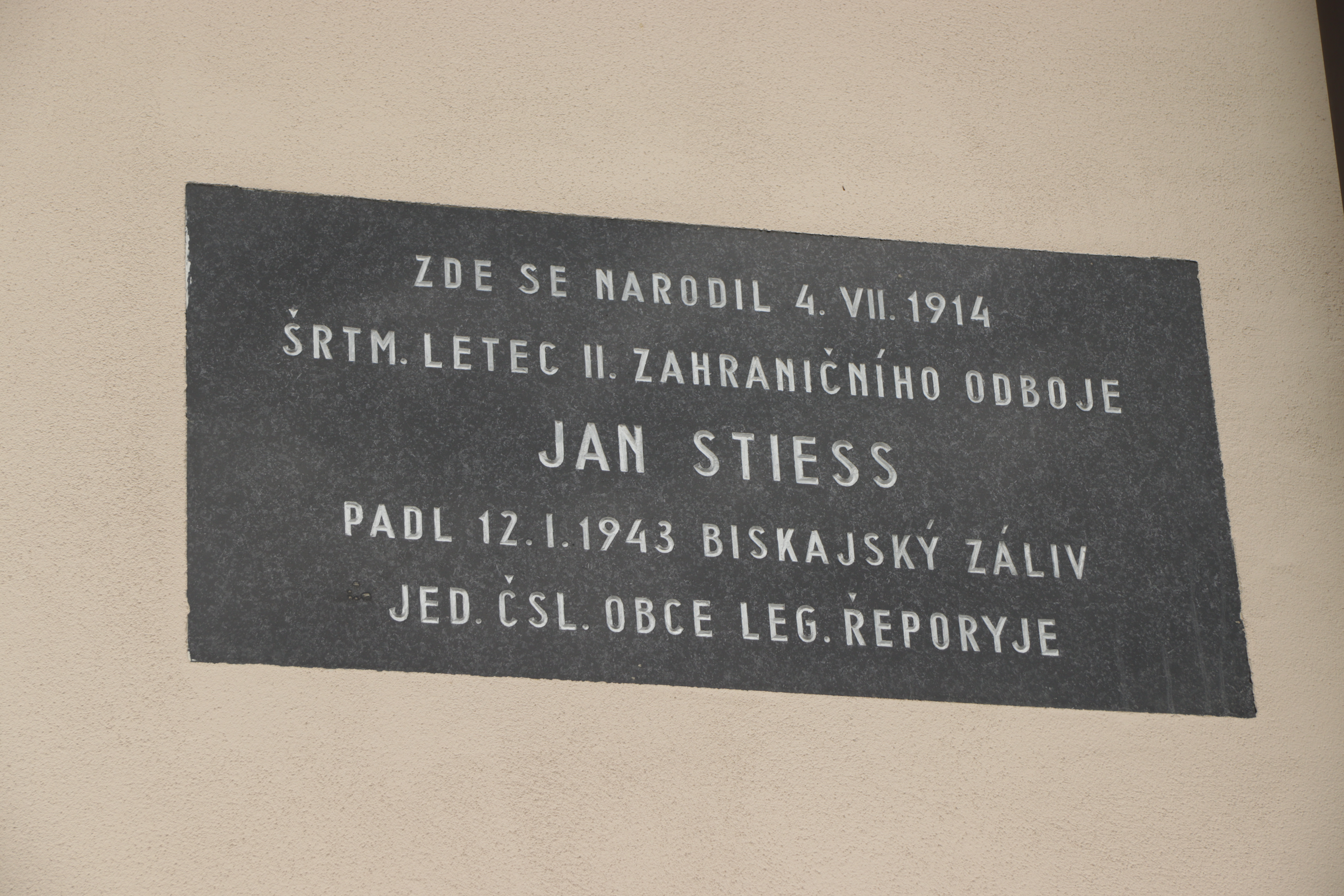
Deska na počest Jana Stiesse na domě, ve kterém se narodil.

Jména letců této posádky jsou uvedena v Runnymede. Sgt. Jan Stiess pod číslem 166.
Na domě, ve kterém se Jan Stiess narodil stojí deska, na které se píše:
ZDE SE NARODIL 4.VII.1914
ŠRTM. LETEC II. ZAHRANICNÍHO ODBOJE
JAN STIESS
PADL 12.I.1943 BISKAJSKÝ ZÁLIV
JED. CSL. OBCE LEG. REPORYJE
Jedná se o dům v Řeporyjích ve Stiessově ulici, která nese jméno na jeho počest. 

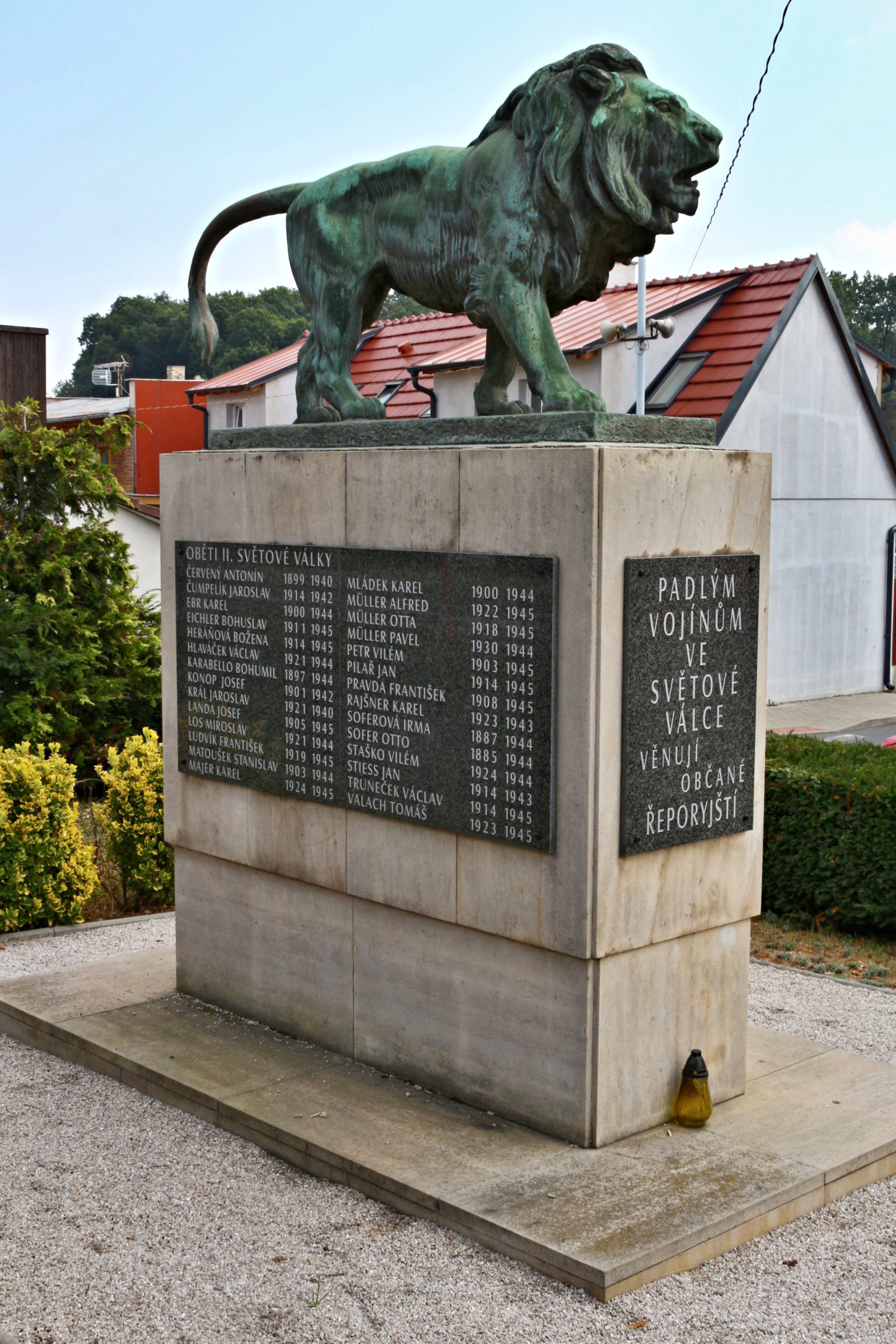
Památník na Náměstí U Lva v Řeporyjích

V Řeporyjích se nachází také pomník věnovaný obětem II. Světové války na kterém stojí:
PADLÝM
VOJÍNŮM
VE
SVĚTOVÉ
VÁLCE
VĚNUJÍ
OBČANÉ
ŘEPORYJŠTÍ
Na boku jsou potom vypsána jména těch, kteří padli v boji, včetně sgt. Jana Stiesse.